# Cheilosia vicina
Cheilosia vicina es una especie de sírfido. Se distribuyen por el paleártico en Eurasia.